# Żelisławie
Żelisławie (deutsch Ravensberg) ist ein Dorf in der polnischen Woiwodschaft Westpommern. Es gehört zur Gmina Czaplinek (Stadt- und Landgemeinde Tempelburg) im Powiat Drawski (Dramburger Kreis).

## Geographische Lage
Das Dorf liegt in Hinterpommern, in der Hügel- und Seen-Landschaft der Pommerschen Schweiz, südlich des Dratzigsees (poln. Drawsko), etwa 35 Kilometer südwestlich von Neustettin (Szczecinek), vier Kilometer südwestlich von Tempelburg (Czaplinek) und drei Kilometer südöstlich des Dorfkerns von Heinrichsdorf (Siemczyno).

## Geschichte

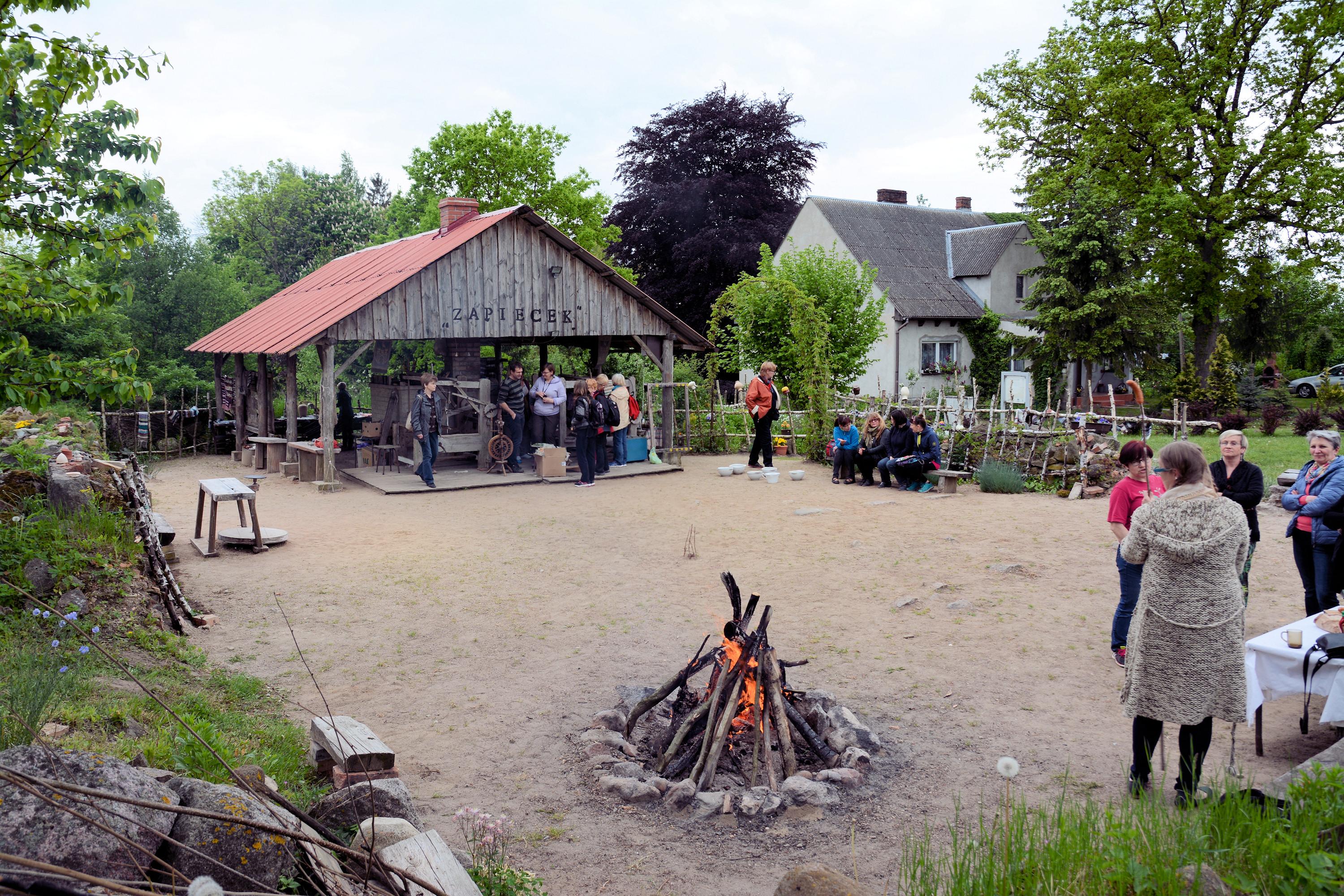
Dorfplatz (Aufnahme 2015, zum Zeitpunkt einer öffentlichen Präsentation zum Thema Töpferhandwerk)

Die Landgemeinde Ravensberg war eine Neugründung vom 14. Oktober 1911. Dem neuen Dorf wurde ein 1460 Hektar großes Areal zugewiesen, das von dem früher (1885) 2407 Hektar umfassenden Bezirk des Ritterguts Heinrichsdorf für diesen Zweck abgetrennt worden war.
Der Ortsname Ravensberg wurde von dem Vorwerk dieses Namens übernommen, das in dem Gutsbezirk schon länger bestanden hatte; außer diesem Vorwerk hatten zu dem Rittergut noch die Vorwerke Kalenzig, Wilhelmshof und Köwenstein, die Forsthäuser Bergten und Augenweide, die Ziegelei, eine Papiermühle und der Eisenbahnschacht auf der Kalenziger Feldmark gehört.
Um 1930 hatte die Gemarkung der Landgemeinde Ravensberg eine Flächengröße von 14,6 km², und im Gemeindegebiet standen zusammen dreißig bewohnte Wohnhäuser an neun verschiedenen Wohnorten:
1. Alt Wilhelmshof
2. Augenweide
3. Bahnhof Heinrichsdorf (Pom.)
4. Dampfschneidemühle
5. Klöbenstein
6. Neu Wilhelmshof
7. Ober Kalenzig
8. Ravensberg
9. Unter Kalenzig

Bis 1945 bildete Ravensberg eine Landgemeinde im Landkreis Neustettin in der preußischen Provinz Pommern des Deutschen Reichs. Ravensdorf war dem Amtsbezirk Heinrichsdorf angegliedert.
Gegen Ende des Zweiten Weltkriegs besetzte im Frühjahr 1945 die Rote Armee die Region. Nach Beendigung der Kampfhandlungen wurde Ravensberg zusammen mit Hinterpommern seitens der sowjetischen Besatzungsmacht der Volksrepublik Polen zur Verwaltung überlassen. Von der polnischen Behörde wurde das Dorf nun unter der Ortsbezeichnung  „Żelisławie“ verwaltet. In der Folgezeit wurde die einheimische Bevölkerung von der polnischen Administration aus dem Kreisgebiet vertrieben. Im Ort siedelten sich zugewanderte Polen an.

### Demographie
| Jahr | Einwohner | Anmerkungen                                                                                          |
| ---- | --------- | --- |
| 1912 | ca. 250   | nach Neubildung der Gemeinde Ravensberg aus Teilen des Gutsbezirks Heinrichsdorf am 14. Oktober 1911 |
| 1925 | 369       | darunter 344 Evangelische und neun Katholiken                                                        |
| 1933 | 330       | [ 6 ]                                                                                                |
| 1939 | 274       | [ 6 ]                                                                                                |